# Flamberge Gentilhomme Gascon
Flamberge, gentiluomo guascone (Flamberge, gentilhomme gascon), è il primo fumetto disegnato nel 1945 da Albert Uderzo, con la sceneggiatura di Em-Ré-Vil, per realizzare il cartone animato Clic-Clac, che però non venne mai stato proiettato.
Le strisce vengono comunque pubblicate tra l'ottobre 1945 e il maggio 1946 sul periodico Clic-Clac Images edito dalla casa editrice francese Les éditions André Renan.